# Рабаул
Рабаул (англ. Rabaul) — місто та порт на північно-східному березі острова Нова Британія. Знаходиться у складі держави Папуа Нова Гвінея.
Рабаул має населення 3 885 осіб.

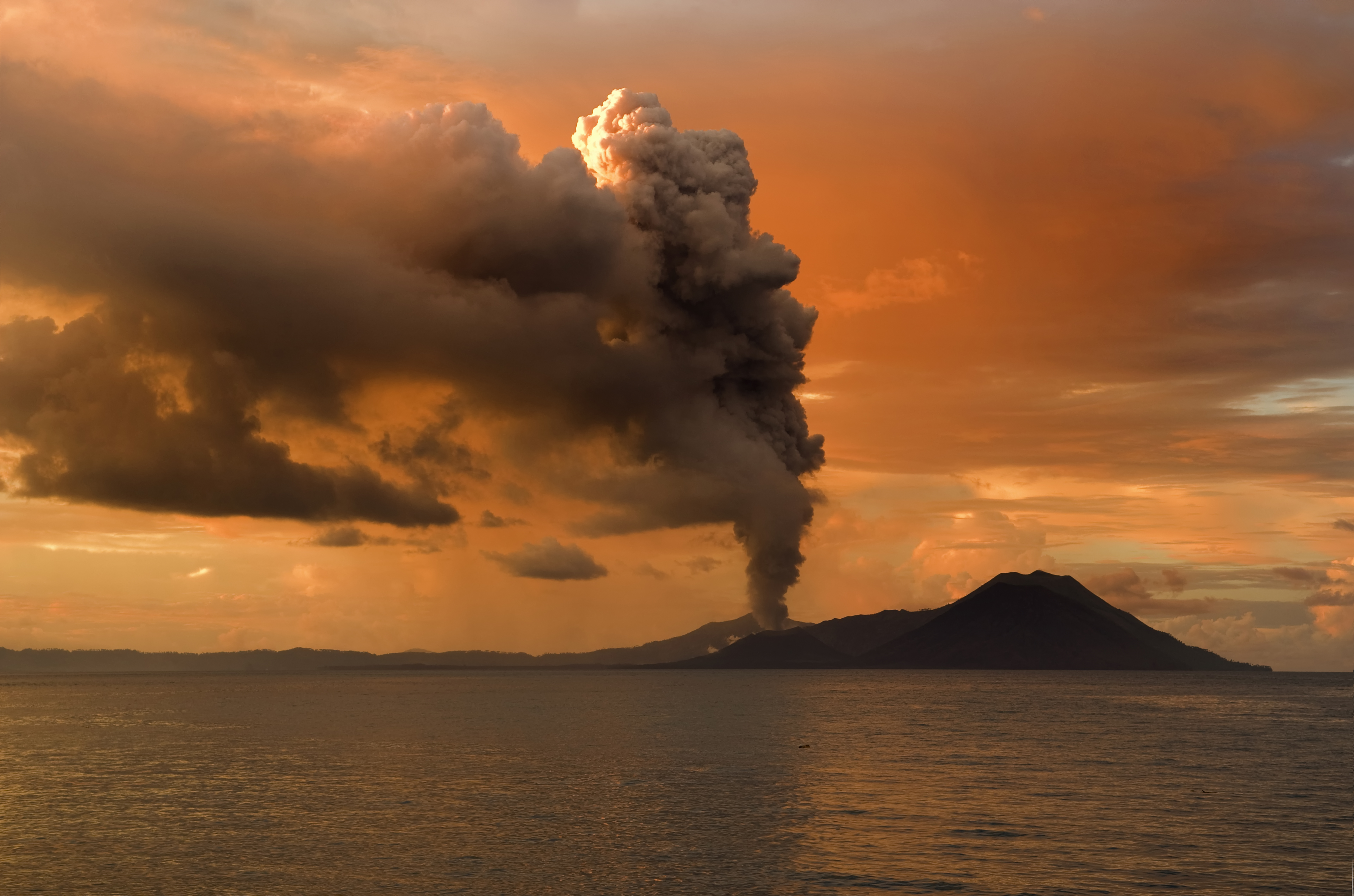
Виверження вулкана Тавурвур біля міста Рабаул. 13 лютого 2009

Розвинені харчова промисловість, також промисловості меблів та будівельних матеріалів. Морський порт Рабаул експортує копру, какао і кокосову олію. В місті існував другий міжнародний аеропорт країни. У 1994 році виверження вулкана зруйнувало аеропорт.
У період 1910—1914 рр. місто було столицею Німецької Нової Гвінеї.
Під час Другої світової війни японцями була побудована злітно-посадочна смуга, численні підземні споруди величезної (загальна довжина майже 576 км) тунельної системи, виритої японцями в роки війни знаходяться в доброму стані.
В 1994 році в результаті виверження вулкана Тавурвур місто Рабаул було повністю засипане попелом.

## Клімат
Місто знаходиться у зоні, котра характеризується вологим тропічним кліматом. Найтепліший місяць — вересень із середньою температурою 27.8 °C (82 °F). Найхолодніший місяць — липень, із середньою температурою 26.7 °С (80 °F).
| Клімат Рабаула          | Клімат Рабаула | Клімат Рабаула | Клімат Рабаула | Клімат Рабаула | Клімат Рабаула | Клімат Рабаула | Клімат Рабаула | Клімат Рабаула | Клімат Рабаула | Клімат Рабаула | Клімат Рабаула | Клімат Рабаула | Клімат Рабаула |
| Показник                | Січ.           | Лют.           | Бер.           | Квіт.          | Трав.          | Черв.          | Лип.           | Серп.          | Вер.           | Жовт.          | Лист.          | Груд.          | Рік            |
| Абсолютний максимум, °C | 35             | 33             | 33             | 33             | 33             | 33             | 34             | 34             | 35             | 36             | 35             | 33             | 36             |
| Середній максимум, °C   | 30             | 31             | 30             | 30             | 31             | 31             | 30             | 30             | 31             | 31             | 31             | 30             | 31             |
| Середня температура, °C | 27             | 27             | 27             | 27             | 27             | 27             | 26             | 27             | 27             | 27             | 27             | 27             | 27             |
| Середній мінімум, °C    | 23             | 23             | 23             | 23             | 23             | 23             | 23             | 23             | 23             | 23             | 23             | 23             | 23             |
| Абсолютний мінімум, °C  | 20             | 21             | 20             | 20             | 20             | 19             | 20             | 19             | 19             | 19             | 20             | 20             | 19             |
| Норма опадів, мм        | 220            | 230            | 250            | 210            | 120            | 110            | 100            | 100            | 90             | 110            | 180            | 240            | 2020           |
| ----------------------- | -------------- | -------------- | -------------- | -------------- | -------------- | -------------- | -------------- | -------------- | -------------- | -------------- | -------------- | -------------- | -------------- |
| Джерело: Weatherbase    |                |                |                |                |                |                |                |                |                |                |                |                |                |